# Петровка (Пермский край)
Петровка — деревня в Пермском районе Пермского края. Входит в состав Култаевского сельского поселения.

## Географическое положение
Расположена на левом берегу реки Кама, при впадении в неё реки Нижняя Мулянка, в 5,5 км к северо-западу от административного центра поселения, села Култаево. К западу от деревни, за логом, находится село Нижние Муллы.

## Население
| 2010 | 2021  |
| ---- | ----- |
| 1326 | ↗1354 |

## Топографические карты
- Лист карты O-40-76 Юго-камский. Масштаб: 1 : 100 000. Состояние местности на 1983 год. Издание 1984 г.